# Печёнкино (Костромская область)
Печёнкино — село в составе Ивановского сельского поселения Шарьинского района Костромской области России.

## География
Село расположено на автодороге Урень — Шарья — Никольск — Котлас Р157, у речек Нужна и Игошиха.

## История
В середине XIX века село принадлежало княгине П. Н. Ширинской-Шихматовой, которая имела здесь вотчину со 117 мужскими душами. В 1850 году в селе ею была построена каменная Успенская церковь.
Согласно Спискам населённых мест Российской империи, в 1872 году село относилось ко 2 стану Ветлужского уезда Костромской губернии. В нём числилось 32 двора, в которых проживали 99 мужчин и 103 женщины. В селе находилось волостное управление Печенкинской волости, имелась православная церковь, училище.
Согласно переписи населения 1897 года в селе проживало 57 человек (26 мужчин и 31 женщина). В указанной там же одноименной деревне проживало 380 человек (181 мужчина и 199 женщин).
Согласно Списку населённых мест Костромской губернии, в 1907 году село относилось к Печёнкинской волости Ветлужского уезда Костромской губернии. По сведениям волостного правления за 1907 год, в селе числилось 7 крестьянских дворов и 37 жителей. В селе проводился базар. В указанной там же одноименной деревне числилось 76 дворов и 432 человека. Основным занятием жителей деревни был рогожный промысел.
До 2010 года село являлось административным центром Печёнкинского сельского поселения.

## Население
| 2008 | 2010 | 2014 | 2024 |
| ---- | ---- | ---- | ---- |
| 207  | ↘185 | ↘177 | ↘97  |